# Hugo Souza
Hugo Souza, né le 31 janvier 1999, est un footballeur brésilien qui évolue au poste de gardien de but au SC Corinthians, en prêt du CR Flamengo.

## Biographie
Né dans la ville de Duque de Caxias, Hugo rejoint l'académie des jeunes du Flamengo en 2009 à l'âge de dix ans,,.
Le 1er octobre 2020, il joue son premier match en Copa Libertadores, lors d'une rencontre face au club colombien d'Independiente del Valle (victoire 4-0).

### Carrière en club
Après plusieurs présence sur la feuille de match les saisons précédentes, Hugo Souza fait ses débuts professionnels avec Flamengo le 27 septembre 2020 à l'occasion d'un match nul 1–1 contre Palmeiras, il se met en évidence en étant nommé homme du match.

Il termine ainsi sa saison comme gardien titulaire avec les champions du Brésil 2020, le club se voyant sacré le 25 janvier 2021, après avoir lutté avec l'Inter jusqu'à la dernière journée d'un championnat perturbé par la pandémie.

### Carrière en sélection
Le 17 août 2018, le manager de l'équipe nationale brésilienne, Tite, inclus Hugo sur la liste des 23 joueurs convoqué pour une paire de matches amicaux contre les États-Unis et le Salvador sans qu'il ne fasse toutefois ses débuts à cette occasion.

## Palmarès
| Clube de Regatas do Flamengo - Brasileirão Série A - Champion en 2020 |